# Uzunboyad
Uzunboyad è un comune dell'Azerbaigian situato nel distretto di Şabran.